# Antonie Hegerlíková
Antonie Hegerlíková (* 27. November 1923 in Bratislava, Tschechoslowakei; † 11. Dezember 2012 in Prag) war eine tschechoslowakische bzw. tschechische Schauspielerin.

## Leben

### Ausbildung und Theater
Hegerlíková stammte aus einer deutsch-tschechischen Familie. Ihr Vater war Deutscher; er stammte aus Úvalna bei Krnov in Mährisch-Schlesien und war gelernter Bäcker. Ihre Mutter war Tschechin und kam aus der Nähe von Prag. Ihre Eltern lernten sich im Ersten Weltkrieg kennen. Nach Gründung der Tschechoslowakischen Republik blieb ihr Vater als Offizier in der Armee. 1925 zog die Familie nach Žilina in der Slowakei; dort lebte Hegerlíková auch weiterhin nach dem Tod des Vaters (1933) bis 1939. Sie wollte zunächst Lehrerin oder Tänzerin werden; ihr Berufsziel war Primaballerina. Sie studierte ab 1939 Tanz und Schauspiel am Prager Konservatorium. Ihre Bühnenreifeprüfung erlangte sie mit Kleists Penthesilea. Während der Okkupation der Tschechoslowakei durch das Deutsche Reich war Hegerlíková in der tschechoslowakischen Untergrundbewegung aktiv.
1941 hatte sie, noch vor Abschluss ihrer Ausbildung, ein Engagement an dem von Emil František Burian geleiteten Prager Burian-Theater (Divadlo Vlasty Buriana). Von 1941 bis 1943 war sie als Elevin Mitglied des Nationaltheaters Prag. Nach Abschluss ihres Studiums im Jahre 1943 wirkte sie zunächst an kleinen Prager Theaterbühnen. 1943/1944 trat sie am Theater im Smetana-Museum (Divadélko ve Smetanově muzeu) auf; sie spielte dort unter anderem das Gretchen im Urfaust (1943). Gleichzeitig hatte sie 1943/1944 ein Engagement am Intimen Theater Prag (Intimní divadlo Praha). Dort trat sie 1944 unter anderem als Marguerite Gautier in Die Kameliendame und als Ellida Wangel in Ibsens Schauspiel Die Frau vom Meer auf. 1945/1946 spielte sie an dem von Burian geleiteten Theater D 46. Später hatte sie Engagements am Prager „Theater der Jugend“; ab 1946 war sie Mitglied des Theaters in den Weinbergen (Divadlo na Vinohradech) in Královské Vinohrady. Ihre Debütrolle dort war die Lady Macbeth in Macbeth. An dieser Bühne blieb sie fast 60 Jahre bis 2004, bis zu ihrem Rückzug von der Bühne, festes Ensemblemitglied.
Hegerlíková interpretierte dort ein breites Repertoire, das Stücke von William Shakespeare, das Theater der Jahrhundertwende, aber auch Stücke der Moderne und des zeitgenössischen Theaters umfasste. Sie verkörperte auf der Theaterbühne hauptsächlich „energiegeladene und kraftvolle“ Frauen. Sie spielte unter anderem die Titelrolle in Maryša von Alois Mrštík und Vilém Mrštík.
Zu ihren Bühnenrollen am Theater in den Weinbergen gehörten im Laufe ihrer Karriere unter anderem: Lady Windermere in Lady Windermeres Fächer (1947), die Schauspielerin Alexandra Negina in Talente und Verehrer von Alexander Nikolajewitsch Ostrowski (1949), die Bojarin Marina in Boris Godunow (1949), das Mädchen Larisa in Ohne Mitgift von Ostrowski (1949), die Titelrolle in Nora (1954), die Titelrolle in Elektra (1956), Königin Elisabeth I. in Maria Stuart (1958), Elmire in Tartuffe (1960), Claire Zachanassian in Der Besuch der alten Dame (1964), Big Mama in Die Katze auf dem heißen Blechdach (1966), Maxine Faulk in Die Nacht des Leguan (1967), Frau Ill in Der Besuch der alten Dame (1996) und „Die Alte“ in Edward Albees Schauspiel Drei große Frauen (1999). Für diese Rolle wurde sie für den Thalia-Preis (Cena Thálie) als „Beste Schauspielerin“ nominiert. Ihre letzte Rolle am Theater in den Weinbergen war die Herzogin von Valmenté in der Salonkomödie Die Dame vom Maxim von Georges Feydeau. Die Premiere war 2001; die letzten Aufführungen spielte Hegerlíková im Juni 2004.
In der Spielzeit 2004/2005 spielte sie zuletzt Theater. Am Prager Metro-Theater (Divadlo Metro) trat sie als Mutter in dem Schauspiel Poslední šance von Gustav Skála auf. Danach zog sie sich von der Bühne zurück.

### Film und Fernsehen
Hegerlíková gab 1943 ihr Filmdebüt unter der Regie von J. A. Holman (1901–1980) mit einer kleineren Rolle als Marta in der musikalischen Komödie Bláhový sen. Insgesamt wirkte sie in fast dreißig Kinofilmen und zahlreichen Fernsehproduktionen mit. Dort verkörperte sie hauptsächlich „klassenbewusste, proletarische Mädchen und junge Frauen“.
In späteren Jahren übernahm sie meist prägnante Nebenrollen, auch in Märchenfilmen. Sie verkörperte 1988 die Amme in dem Märchenfilm Prinzessin Jasnenka und der fliegende Schuster; in der Märchenfilm-Reihe Prinzessin Fantaghirò spielte sie 1991 die Köchin. 1995 übernahm sie die Rolle der Tante in dem Psychodrama Fany von Karel Kachyňa. 2000 war sie neben Dana Vávrová in der Komödie Die Empfängnis meines kleinen Bruders zu sehen. Ihre letzte Rolle hatte sie 2009 in dem Kinofilm Pamětnice, einer Komödie über Senioren, die sich sechzig Jahre nach ihrem Schulabschluss bei einem gemeinsamen Treffen wiedersehen.
Im Fernsehen wurde sie vor allem durch ihre Mutterrolle als Anezka Veková in der Fernsehserie Der junge Herr Vek (1971) bekannt.

## Ehrungen und Privates
2005 wurde Hegerlíková für ihr Lebenswerk mit dem tschechischen Thalia-Preis ausgezeichnet. Hegerlíková war außerdem „Verdiente Künstlerin der ČSSR“ und „Staatspreisträgerin der ČSSR“.
Hegerlíková war überzeugte Kommunistin. Sie war aktives Mitglied der Kommunistischen Partei der Tschechoslowakei.
Sie war zweimal verheiratet. Ihre erste Ehe mit dem Regisseur Antonín Dvořák wurde 1946 geschlossen und zwei Jahre später wieder geschieden. Aus der Ehe stammt ihre einzige Tochter, Antonie. 1995 heiratete sie in zweiter Ehe den Schauspieler Karel Fridrich; ihr zweiter Mann starb 2003. Seitdem lebte sie bei ihrer Tochter und ihrem Schwiegersohn.

## Filmografie (Auswahl)
- 1943: Bláhový sen
- 1950: Das Geständnis (Přiznání)
- 1950: Neue Kämpfer werden auferstehen (Vstanou noví bojovníci)
- 1950: Dva ohně
- 1952: Das große Abenteuer (Velké dobrodružství)
- 1953: Konec strašidel
- 1958: Dnes naposled
- 1962: Králíci ve vysoké trávě
- 1971: Die lange weiße Spur (Dlouhá bílá nit) (Fernsehfilm)
- 1971–1972: Der junge Herr Vek (F.L. Věk) (Fernsehserie)
- 1972: Fräulein Golem (Slečna Golem)
- 1972: Der Tod des schwarzen Königs (Smrt černého krále)
- 1974: Motiv für einen Mord (Motiv pro vraždu) (Episodenfilm)
- 1974: In jedem Zimmer eine Frau (V každém pokoji žena)
- 1988: Prinzessin Jasnenka und der fliegende Schuster (O princezně Jasněnce a létajícím ševci)
- 1991: Prinzessin Fantaghirò (Fantaghirò)
- 1995: Fany
- 2000: Die Empfängnis meines kleinen Bruders (Početí mého mladšího bratra)
- 2009: Pamětnice